# Coeranoscincus
Coeranoscincus — род ящериц из семейства сцинковых, близкий к роду Anomalopus.
Небольшие сцинки с длинным змеевидным телом, заостренной головой и гладкой чешуей. Конечности у одного вида (Coeranoscincus reticulatus) очень короткие и трехпалые, у второго вида (C. frontalis) конечности отсутствуют полностью. Глаза маленькие, с подвижными веками. Ушные отверстия скрыты под кожей. Зубы острые и изогнутые.
Распространены во влажных тропических лесах Австралии. Ведут роющий образ жизни, обитают в листовом опаде, трухлявых бревнах, роют ходы в мягком грунте. Питаются беспозвоночными, возможно, земляными червями.

## Классификация
В роде два вида:
- Coeranoscincus frontalis
- Coeranoscincus reticulatus